# سلطان بخت
سلطان بخت دختر امیر غیاث‌الدین کیخسرو اینجو بود و پس از زوال سلطنت آل اینجو به ازدواج شاه محمود مظفری درآورده‌شد. وی به اوصاف زیبایی، کاردانی و قدرت، موصوف است و در نبردهای قدرت قرن هشتم هجری مؤثر بوده‌است.

## زندگی‌نامه
در سال ۷۵۹ هجری قمری، شاه شجاع برادرش شاه محمود را به حکومت اصفهان منصوب کرد. سلطان بخت از آن پس شهر اجدادی‌اش شیراز را ترک گفت و همراه با شاه محمود در اصفهان به سر می‌برد. میرخواند در روضه‌الصفا، سلطان بخت را «جمیلۀ سلیطه» می‌خوانَد که با توجه به کارکرد این واژه‌ها در آن روزگار، به معنی زیبای قدرتمند است. چون شاه محمود علیه برادرش با سلطان اویس ایلکانی متحد شد و برای ضمانت این اتحاد قرار بر آن شد که با دختر سلطان اویس ازدواج کند، سلطان بخت خود را باردار وانمود تا با این سیاست زنانه، شاه محمود را از زناشویی با خاندان ایلکانی بازدارد و چون این چاره کارگر نیفتاد، باب مکاتبه را با شاه شجاع گشود و او را اِنها کرد که عن‌قریب، هودج شاهدخت ایلکانی در معیّت سپاهیان سلطان اویس به اصفهان می‌رسد و اگر حضرت پادشاهی، برادر را از اصفهان برندارد، زود باشد که وی به پشتوانۀ سلطان اویس به شیراز بتازد. شاه شجاع نیز که در زیبایی سرآمد روزگار بود و از این زیبایی بارها به سان اسلحه ای کارا برای پیروزی در نبردها بهره برده بود، پاسخ فرستاد که اگر آن بانوی گرامی در شکستن اتحاد شاه محمود و سلطان اویس همکاری فرماید، شبستان شاهی در شیراز، پذیرای قدوم وی خواهد بود و شاه شجاع او را به عقد خویش درخواهد آورد و سپس عازم اصفهان برای فروگرفتن شاه محمود شد. این مکاتبه به زودی افشا شد و شاه محمود در سال ۷۶۹ هجری قمری، شخصاً سلطان بخت را با زه کمان خفه کرد، اما از شدت عشقی که به او داشت، تا مدت‌ها پیکرش را به خاک نسپرد و بر آن می‌گریست.
جلال‌الدین شاه شجاع پس از فتح اصفهان بنایی زیبا بر مدفن او ساخت. آرامگاه سلطان بخت هم‌اکنون در محله دردشت اصفهان هنوز برجاست.
او برادرزاده ابواسحاق اینجو بود و خواجه حافظ شیرازی درباره‌اش این چنین گفته است:
| راستی خاتم فیروزهٔ بواسحاقی |  | خوش درخشید ولی دولت مستعجل بود |